# Euphorbia denisiana
Euphorbia denisiana Guillaumin es una especie fanerógama perteneciente a la familia Euphorbiaceae. 

## Distribución
Es endémica de Madagascar donde está tratada en peligro de extinción por pérdida de hábitat.
En Madagascar: Antongona (meseta central, Imerina). Rauh (1995) afirma que en la localidad el espécimen tipo es desconocido y asume que la planta provenía de Ankarana, sin embargo, es probable que la planta provenía de la Central de Imerina, zona de los demás especímenes conocidos (Decary 13131).

## Taxonomía
Euphorbia denisiana fue descrita por Guillaumin y publicado en Bulletin du Muséum d'Histoire Naturelle 446, 448. 1929.